# Bussardkollektor

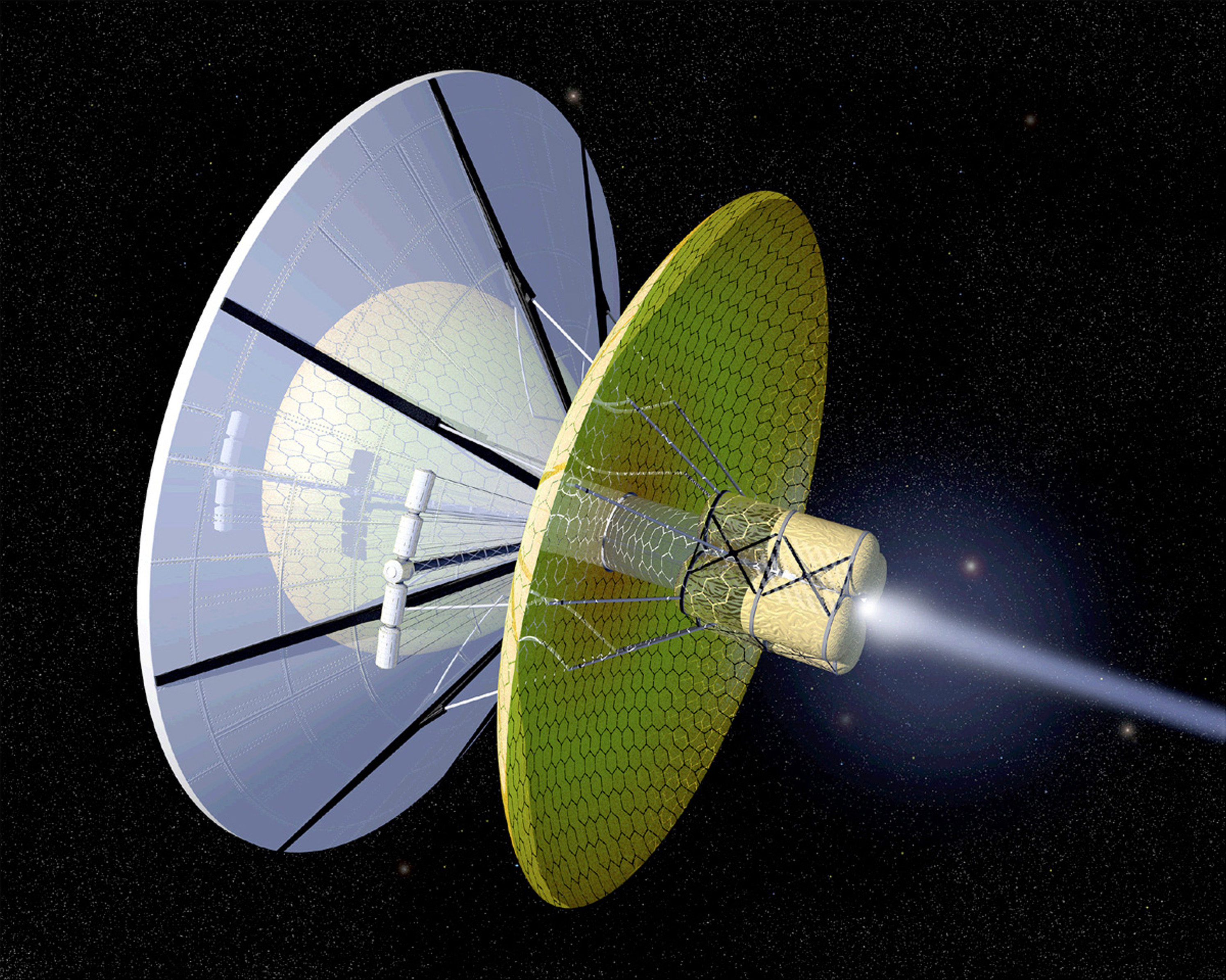
Künstlerische Darstellung eines mit einem Bussardkollektor ausgestatteten Raumschiffes

Der Bussardkollektor oder englisch Bussard Ramjet ist ein hypothetisches Gerät zum Sammeln von Wasserstoff mittels eines elektromagnetischen Feldes im Weltall. Er ist benannt nach Robert W. Bussard, der diese Technik 1960 zur Energieversorgung von Raumschiffen vorschlug.
Da sich im interstellaren Raum nur etwa 15 Atome/m³ befinden – so seine Überlegung –, muss das magnetische Feld oder die Bewegungsgeschwindigkeit des Kollektors recht hoch sein, damit ausreichende Gasmengen für zum Beispiel einen Fusionsreaktor gesammelt werden können.
Der Hauptvorteil dieses Triebwerkskonzeptes besteht darin, dass ein Raumschiff seinen Treibstoffvorrat nicht mitführen muss, sondern den vorhandenen Wasserstoff im Weltraum nutzt und somit eine theoretisch unbegrenzte Reichweite hätte.
Umsetzbar ist das Konzept nach dem heutigen technischen Stand nicht. Neben vielen ungeklärten Detailfragen fehlt die Technologie für einen Fusionsreaktor, der nach dem Prinzip des Staustrahltriebwerkes arbeitet. Auch das Problem der Erzeugung eines ausreichend starken Magnetfeldes bei gleichzeitiger Abschirmung der Besatzung vor diesem ist ungeklärt.

## Dimensionen des Magnetfeldes
Der magnetische Fangtrichter müsste eine Stärke von 3 bis 50 Tesla haben – Werte, die mit heutiger Technologie auf kleinem Raum erreichbar sind. Für einen Schub von 10 Meganewton müsste der Trichter aber einen Durchmesser von 4000 km und eine Länge von 150 Millionen km (Abstand Erde-Sonne) haben, was selbst für weit fortgeschrittene Technologien vermutlich unerreichbar wäre.

## Erwähnung in der Science-Fiction
Dieses Gerät findet auch Erwähnung in der Science-Fiction. Eine wichtige Rolle spielt das Konzept in mehreren Werken der Science-Fiction-Literatur z. B. in einigen Romanen von Larry Niven und Jerry Pournelle. Poul Andersons Roman Universum ohne Ende (Tau Zero, 1970) beschreibt die Reise an Bord eines solchen Raumschiffes.
Im Star-Trek-Universum verfügen viele Raumschiffe über Bussardkollektoren, um Gase einzusammeln (jedoch immer nur als ergänzende Energiequelle, nicht als Teil eines Staustrahlantriebs); ein prominenter Einsatz findet sich etwa im Kinofilm Star Trek: Der Aufstand.